# Alessandro de' Medici, Duce al Florenței
Alessandro de' Medici (n. 22 iunie 1510, Florența, Republica Florentină – d. 6 ianuarie 1537, Florența, Ducatul Florenței⁠(d)) numit și Il Moro, a fost Duce de Penne, Duce de Florența și conducătorul Florenței din 1530 până în 1537. Fiu nelegitim, el a fost ultimul membru al ramurii mature a familiei Medici care va conduce Florența.

## Viața
Născut în Florența, el a fost recunoscut ca singurul fiu al lui Lorenzo al II-lea de Medici (nepotul lui Lorenzo de' Medici Magnificul) însă mulți cercetători de azi sunt de părere că el a fost fiul nelegitim al lui Giulio de' Medici (Papa Clement al VII-lea). Istoricii (cum ar fi Christopher Hibbert) cred că acesta s-a născut în gospodăria Medicilor, iar mama sa a fost o servitoare neagră, identificată în documente cu numele de Simonetta da Callevecchio. 

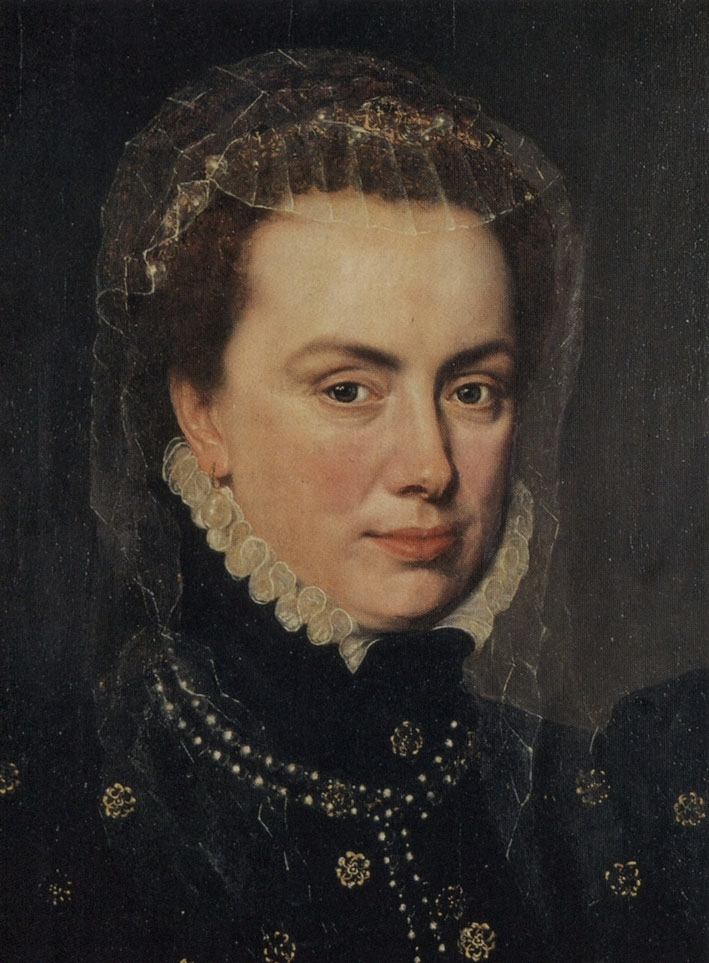
Margareta de Parma

Atunci când Carol Quintul l-a demis din Roma în 1527, florentinii au profitat de criza din Italia pentru a reface Republica; atât Alessandro când și Ippolito au fugit, împreună cu restul familiei Medici și principalii lor susținători, inclusiv Cardinalul Silvio Passerini. Papa Clement a făcut, în cele din urmă, pace cu Împăratul, și cu sprijinul trupelor imperiale, Medici au fost restaurați la putere în vara anului 1530. Clement l-a făcut Duce pe Alessandro, la vârsta de 19 ani. Pe 5 iulie 1531, Alessandro s-a întors în Florența pentru a prelua domnia și a fost ridicat oficial la rangul de Duce nouă luni mai târziu, de către Împăratul Carol.
Mulți dintre dușmanii exilați au declarat că domnia sa a fost aspră și depravată. În 1535, opoziția florentină l-a trimis pe vărul său Ippolito să trateze cu Carol al V-lea împotriva unor acțiuni ale Ducelui. Ippolito a murit pe drum și s-a zvonit că Alessandro a ordonat ca acesta să fie otrăvit.
În 1536, s-a căsătorit cu fiica nelegitimă a Împăratului Carol al V-lea, Margareta de Parma. Însă Alessandro i-a rămas credincios amantei sale, Taddea Malaspina. 

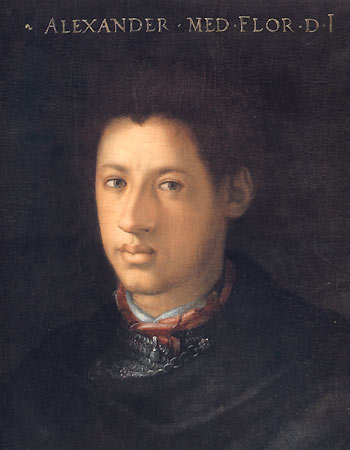
Portretul lui Alessandro de' Medici la Galleria degli Uffizi

## Ultimii ani
Patru ani mai târziu, vărul său îndepărtat, Lorenzino de' Medici, poreclit Lorenzaccio, l-a asasinat. Lorenzino l-a atras în capcană pe Alessandro promițându-i o întâlnire amoroasă cu sora sa, Laudomia, o văduvă frumoasă. De teamă că moartea Ducelui va porni o nouă revoltă în Florența, oficialii i-au învelit cadavrul și l-au cărat în secret în cimitirul San Lorenzo, unde a fost îngropat în grabă.
În Valladolid (Spania) unde Carol al V-lea își stabilise curtea, a fost celebrată o înmormântare solemnă în numele său.
Lorenzino a declarat mai târziu că l-a asasinat pe Alessandro de dragul Republicii. Când inamicii Medicilor nu s-au ridicat să-l sprijine, Lorenzino a fugit în Veneția, unde a fost ucis în 1548. 
Alessandro și amanta sa Taddea au avut doi copii: un fiu, Giulio (în vârstă de patru ani în momentul decesului tatălui său), căsătorit cu Lucrezia Gaetani, și o fiică, Giulia, căsătorită prima dată cu Francesco Cantelmo,Conte de Alvito și Duce de Popoli și apoi cu Bernadetto de' Medici, Prinț de Ottaiano.